# Vaadhoo (Kaafu)
Pour les articles homonymes, voir Vaadhoo.
Vaadhoo (Divehi : ވާދޫ) est une petite île inhabitée des Maldives. Elle constitue une des îles-hôtel des Maldives en accueillant le Adaaran Prestige Vadoo Hotel depuis 1978.

## Géographie
Vaadhoo est située dans le centre des Maldives, dans le Nord de l'atoll Malé Sud, dans la subdivision de Kaafu. 